# Leyendas del volcán Barva
Las leyendas del volcán Barva, ubicado en la provincia de Heredia en Costa Rica, tratan sobre el origen de la laguna que ocupa el cráter principal de dicho volcán, y denotan, con su persistencia hasta nuestros tiempos, el significado sagrado que los volcanes han tenido en el acervo cultural del pueblo costarricense desde tiempos precolombinos, durante la colonia española y aún en la actualidad. Este volcán, junto al volcán Poás, fue conocido desde tiempos precolombinos como «Chibuzú», nombre de origen cabécar que significa «montaña de Sibú». Sibú fue, para los indígenas costarricenses de cultura del Área Intermedia, dios padre y héroe cultural. Por esta razón, el volcán Barva fue sagrado tanto para huetares como para botos, pueblos aborígenes que habitaron en sus faldas, y es por esto que las leyendas acerca del coloso están relacionadas, principalmente, con la presencia de deidades.

## La leyenda del Barva
Esta leyenda se desarrolla durante la época colonial de Costa Rica, y habla de dos conquistadores españoles que, extraviados en los bosques del volcán Barva, dan con un inmenso tesoro indígena que había sido abandonado. Uno de ellos, agotado y moribundo, hace prometer a su compañero que utilizará el tesoro para erigir una iglesia dedicada a la Virgen del Pilar. Este jura cumplir, pero movido por la avaricia, decide sacar el tesoro de la montaña para apropiárselo. Sin embargo, tras muchas horas de caminar, se da cuenta de que no puede salir de la montaña, y tras dormir por la noche, se despierta para descubrir, aterrado, que está en el mismo sitio donde dejó la tumba de su amigo. Se le aparece entonces una hermosa mujer que llora desconsoladamente, quien dice llamarse Pilar, la cual le dice que llora por los hombres sin fe que no cumplen la palabra empeñada. Abrumado, el conquistador le jura nuevamente construir la iglesia, pero ella, despreciando su ofrecimiento, sigue llorando hasta llenar el cráter del volcán con sus lágrimas, formando la laguna del Barva. El español, loco y desesperado, muere de angustia. La leyenda termina anunciando que por las noches, los que se van a dormir a este monte, pueden ver levantarse, en el centro de la laguna del Barva, una iglesia de la Virgen del Pilar.

## la laguna del Barva
Esta leyenda, de marcada influencia mesoamericana, se desarrolla en una época previa a la llegada de los españoles a América, y se menciona su posible origen huetar. La leyenda parece indicar que la laguna del Barva era conocida desde tiempos precolombinos, y que existía una calzada indígena que comunicaba esta parte del Valle Central de Costa Rica con las tierras norteñas de América Central. La historia cuenta que en ese tiempo, el país era un dominio del imperio azteca. Un día, llegó a una aldea en el Valle del Abra (actual Valle Central Occidental), una comitiva de los aztecas, llamados calpixquis, que recogían tributos para el tlatoani. Estos, a su vez, traían consigo un árbol de matasano y la imagen de una serpiente, símbolo de su pueblo, con la intención de dejarla en la aldea huetar. Sucedió que al dejar la serpiente en el suelo, de ésta comenzó a brotar agua, tanta, que empezó a inundar la aldea, por lo que los huetares pidieron a los aztecas que les dejaran solo el árbol de matasano y se llevaran la serpiente. Estos así lo hicieron. Durante el viaje de regreso, dejaron la serpiente en la cima del volcán Barva. Comenzó nuevamente a brotar agua, de modo que se formó la laguna en el cráter del volcán. Doce lunas después de estos sucesos, cundió la alarma en el Valle del Abra, pues la serpiente había descendido del volcán para comerse a los niños. Tras pedirle consejo al sukia, este indicó que debían hacerse sacrificios a la hambrienta serpiente para calmarla. De esa manera, los indios de aquellas tierras comenzaron a sacrificar niños en la laguna. Los padres de los niños sacrificados obtenían como premio poder acceder a una caverna oculta dentro de la laguna donde tomaban comestibles que les ayudaban a vivir todo el resto del año.